# Svetlana Lapina
Pour les articles homonymes, voir Lapine.
Svetlana Lapina, née le 12 avril 1978, est une athlète russe, pratiquant le saut en hauteur.

## Biographie
Sa meilleure performance est 1,99 m, barre franchie en 1999 lors Championnats du monde d'athlétisme de Séville où elle remporta la médaille de bronze.

## Palmarès
| Date | Compétition                   | Lieu              | Résultat | Marque |
| ---- | ----------------------------- | ----------------- | -------- | ------ |
| 1996 | Championnats du monde juniors | Sydney            | 3e       | 1,91 m |
| 1997 | Championnats d'Europe juniors | Ljubljana         | 3e       | 1,90 m |
| 1999 | Universiade                   | Palma de Majorque | 2e       | 1,93 m |
| 1999 | Championnats d'Europe espoirs | Göteborg          | 1re      | 1,98 m |
| 1999 | Championnats du monde         | Séville           | 3e       | 1,99 m |
| 2000 | Jeux olympiques               | Sydney            | qual.    | 1,92 m |

### Records
| Épreuve         | Épreuve      | Performance | Lieu    | Date            |
| --------------- | ------------ | ----------- | ------- | --------------- |
| Saut en hauteur | En plein air | 1,99 m      | Séville | 29 août 1999    |
| Saut en hauteur | En salle     | 2,00 m      | Moscou  | 26 février 2003 |